# Župnija Zagorje ob Savi
Župnija Zagorje ob Savi je rimskokatoliška teritorialna župnija dekanije Zagorje nadškofije Ljubljana.

## Cerkve
- Cerkev sv. Petra in Pavla, Zagorje ob Savi
- Cerkev sv. Duha, Rove
- Cerkev sv. Neže, Prapreče
- Cerkev sv. Urha, Ravenska vas
- Cerkev sv. Jakoba, Kotredež
- Cerkev sv. Janeza Evangelista, Vine